# Tmesiphantes minensis
Tmesiphantes minensis é uma espécie de aranha pertencente à família Theraphosidae (tarântulas).